# Isotoma alpa
Isotoma alpa är en urinsektsart som beskrevs av Christiansen och Bellinger 1980. Isotoma alpa ingår i släktet Isotoma och familjen Isotomidae. Inga underarter finns listade i Catalogue of Life.